# Monodora unwinii
Monodora unwinii Hutch. & Dalziel – gatunek rośliny z rodziny flaszowcowatych (Annonaceae Juss.). Występuje naturalnie w południowej Nigerii, podczas gdy inne źródła podają występowanie w zachodniej części tego kraju. 

## Morfologia
LiścieMają podłużnie lancetowaty kształt. Mierzą 6–12 cm długości oraz 2–4,5 cm szerokości. Nasada liścia jest zaokrąglona. Blaszka liściowa jest o tępym wierzchołku.
KwiatyPłatki zewnętrzne mają odwrotnie jajowaty kształt i są pomarszczone. Mierzą do 25 mm długości.
Gatunki podobneRoślina jest podobna do gatunku M. myristica.

## Biologia i ekologia
Rośnie w lasach. 

## Ochrona
W Czerwonej księdze gatunków zagrożonych został zaliczony do kategorii VU – gatunków narażonych na wyginięcie. Został zaliczony do tej kategorii, ponieważ występuje tylko na niewielkim obszarze leśnym, którego powierzchnia cały czas maleje. Jest to głównie spowodowane presją ze strony rolnictwa.